# Zamach w Crocus City Hall w Krasnogorsku

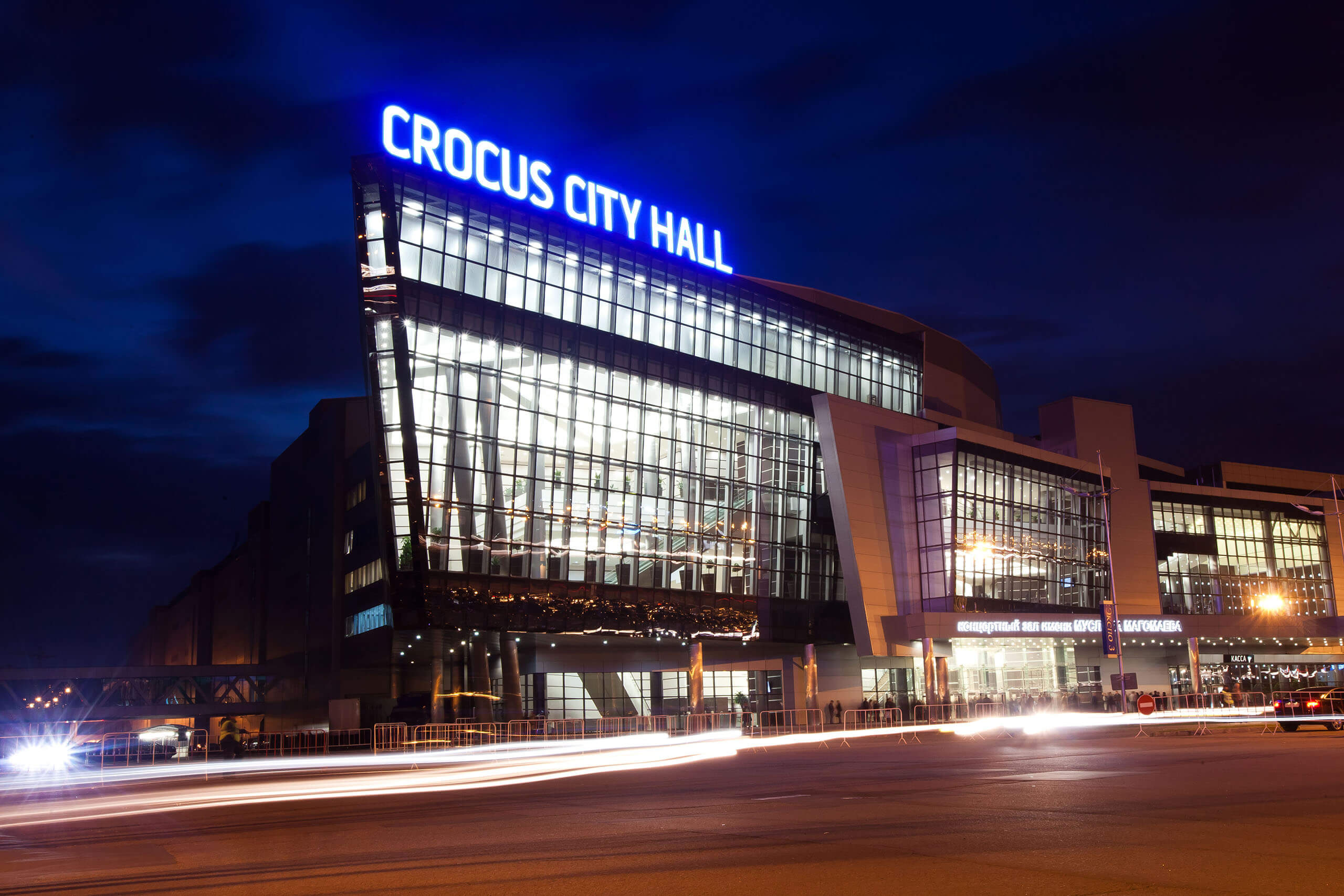
Budynek Crocus City Hall, w którym doszło do ataku

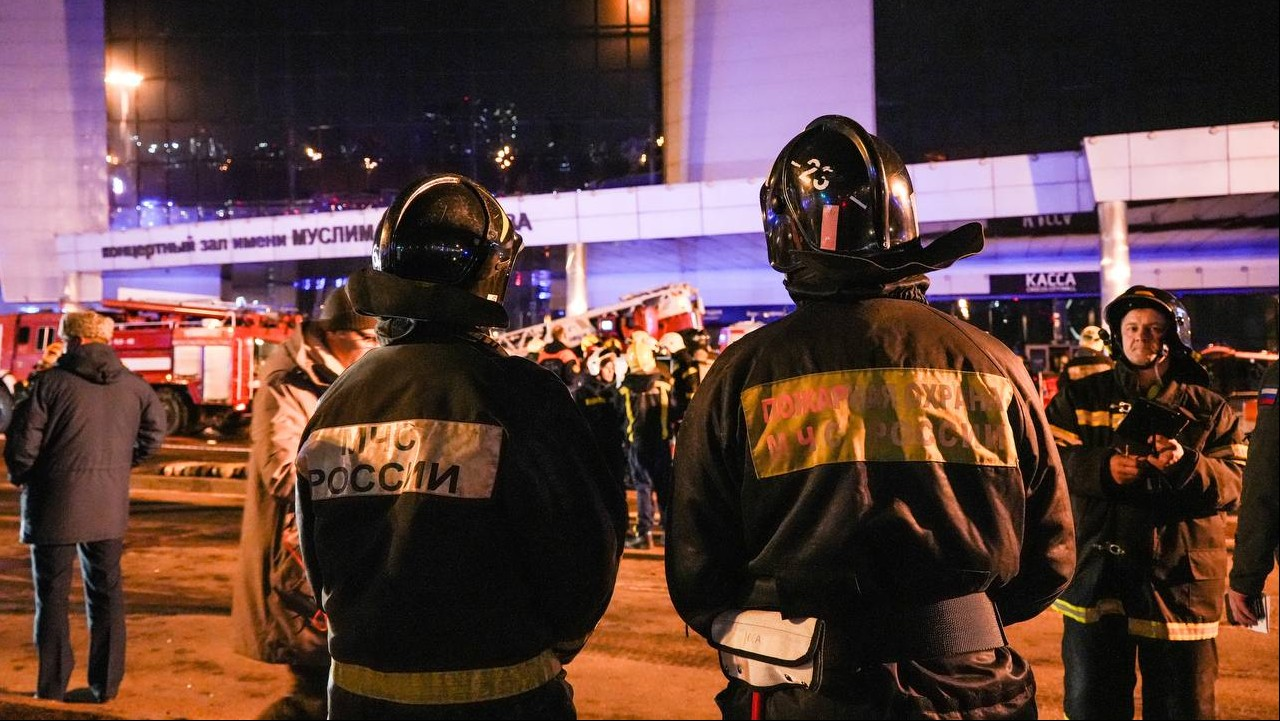
Moskiewscy strażacy przy miejscu zdarzenia

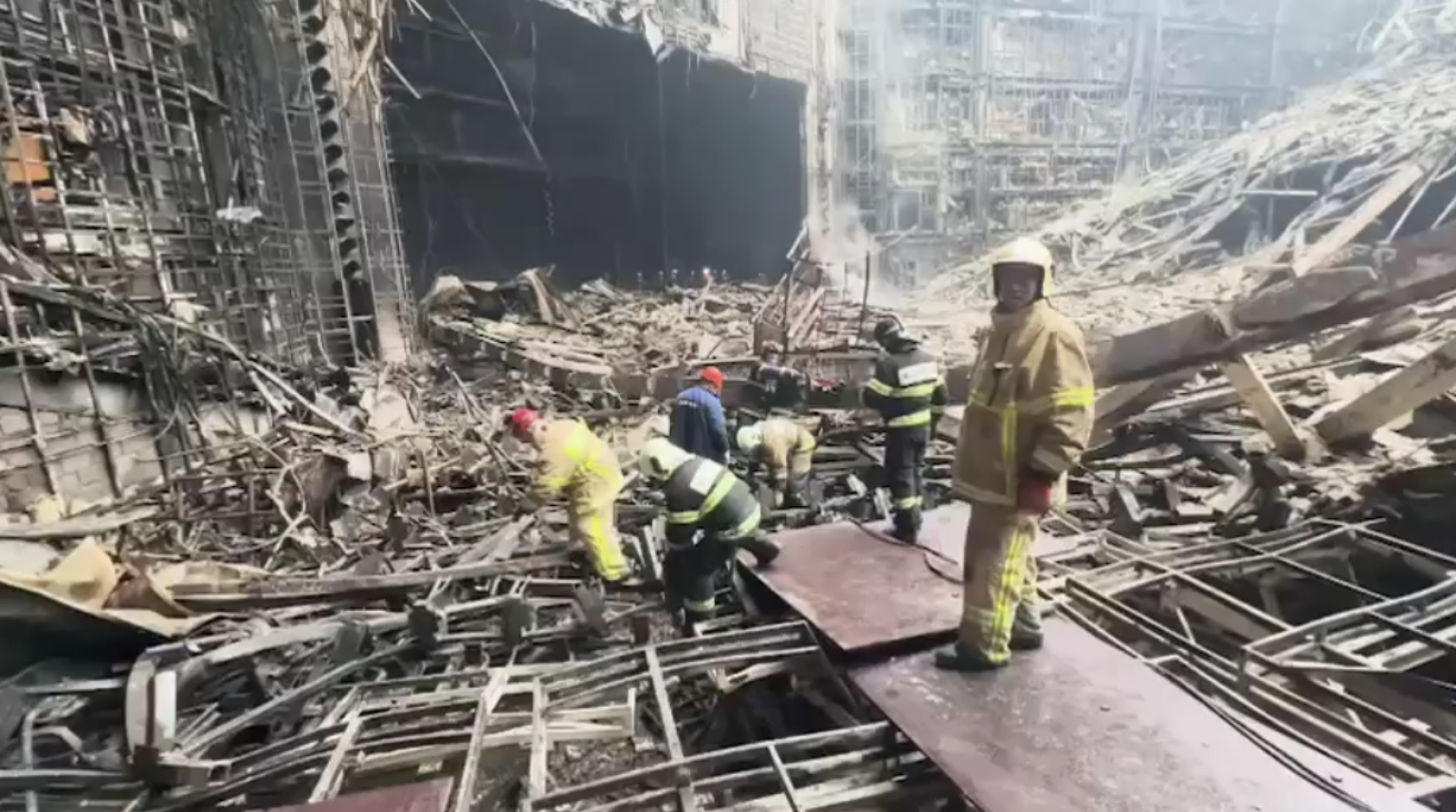
Wnętrze budynku po zamachu

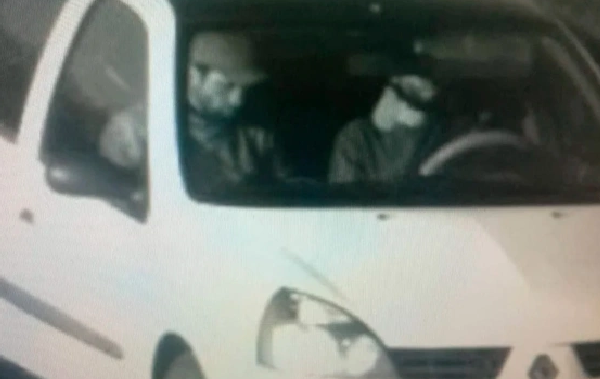
Zdjęcie dwóch sprawców uciekających białym Renault Symbol z miejsca zdarzenia

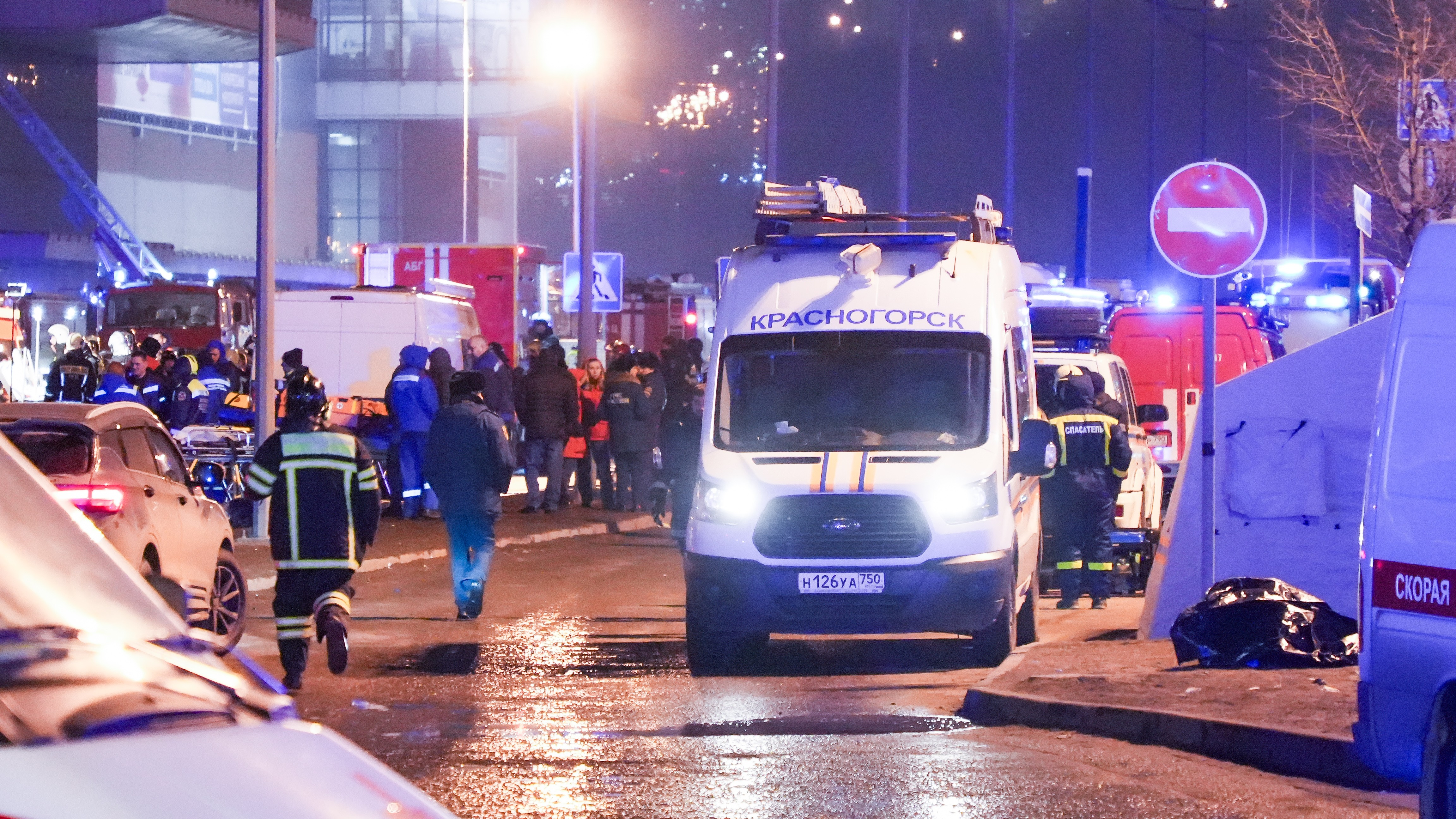
Jadąca karetka z rannymi z miejsca zdarzenia

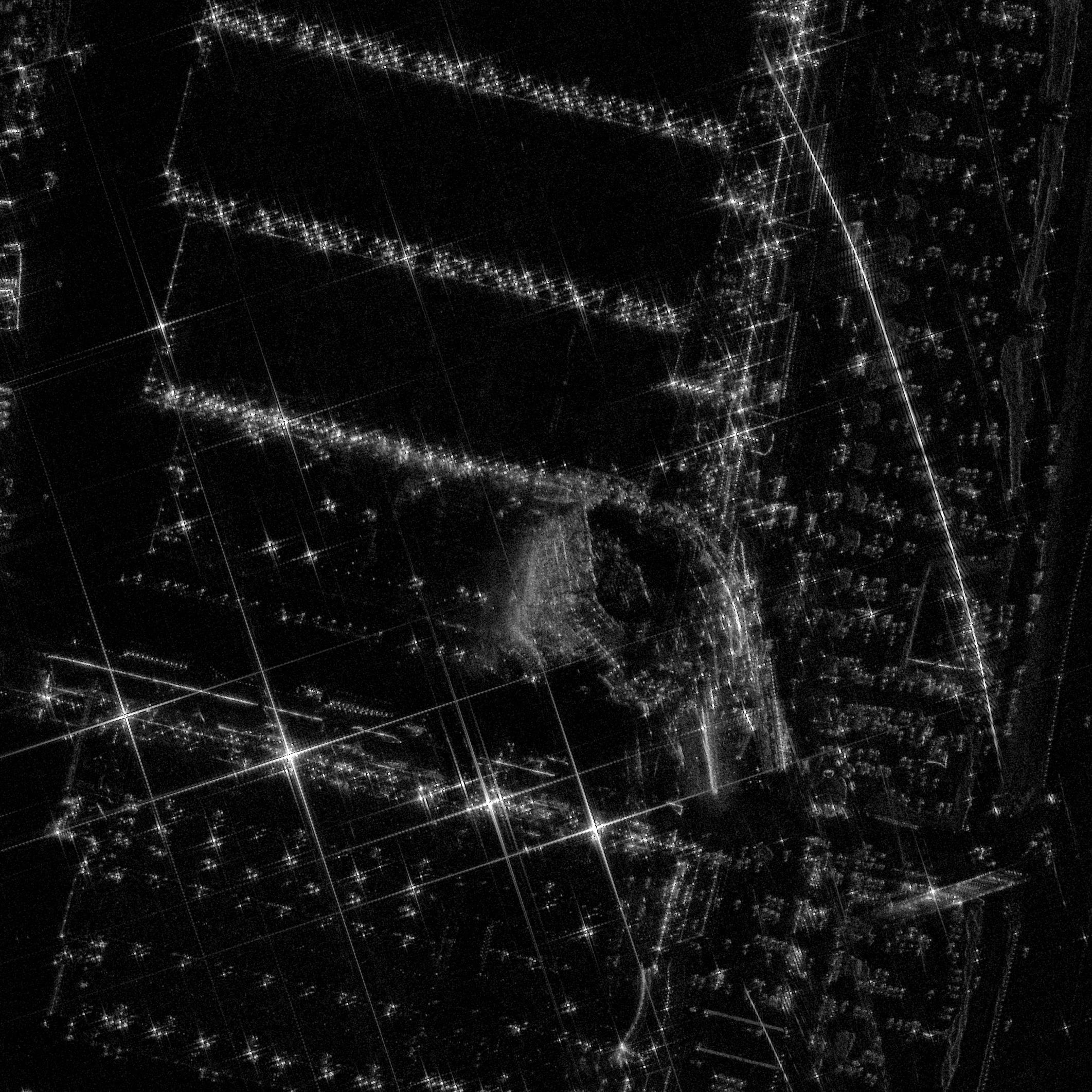
Zdjęcie satelitarne zawalonego sufitu budynku po zamachu, wykonane za pomocą SAR

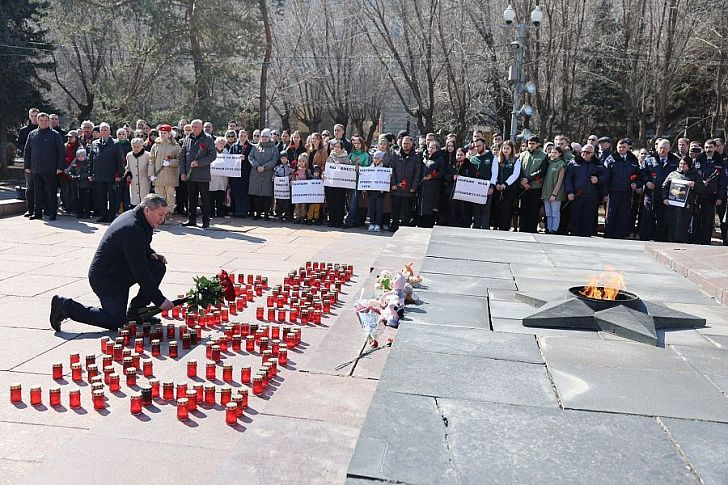
Znicze zapalone w intencji ofiar strzelaniny w Wołogdzie

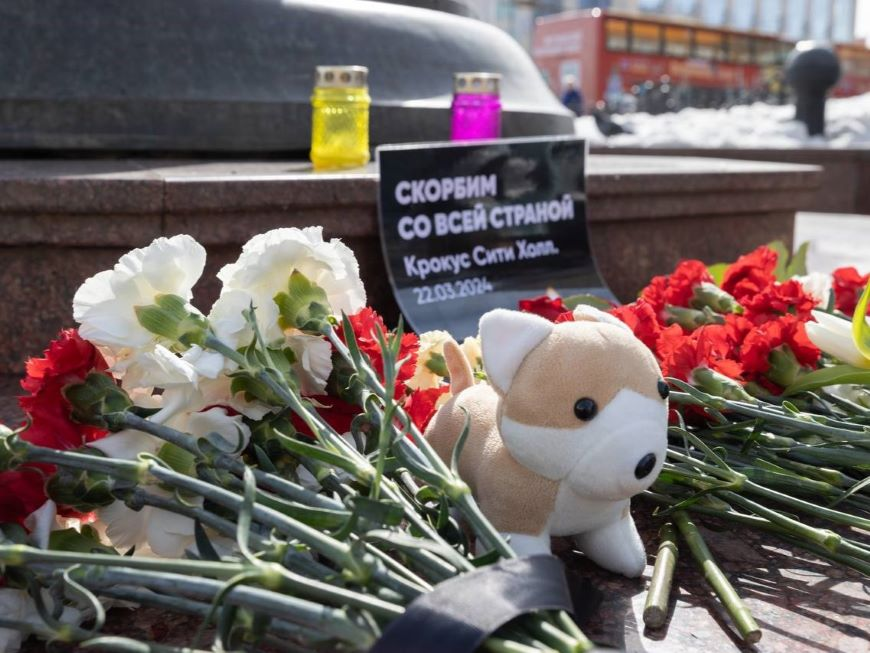
Kwiaty złożone w intencji pamięci ofiar strzelaniny w Kazaniu

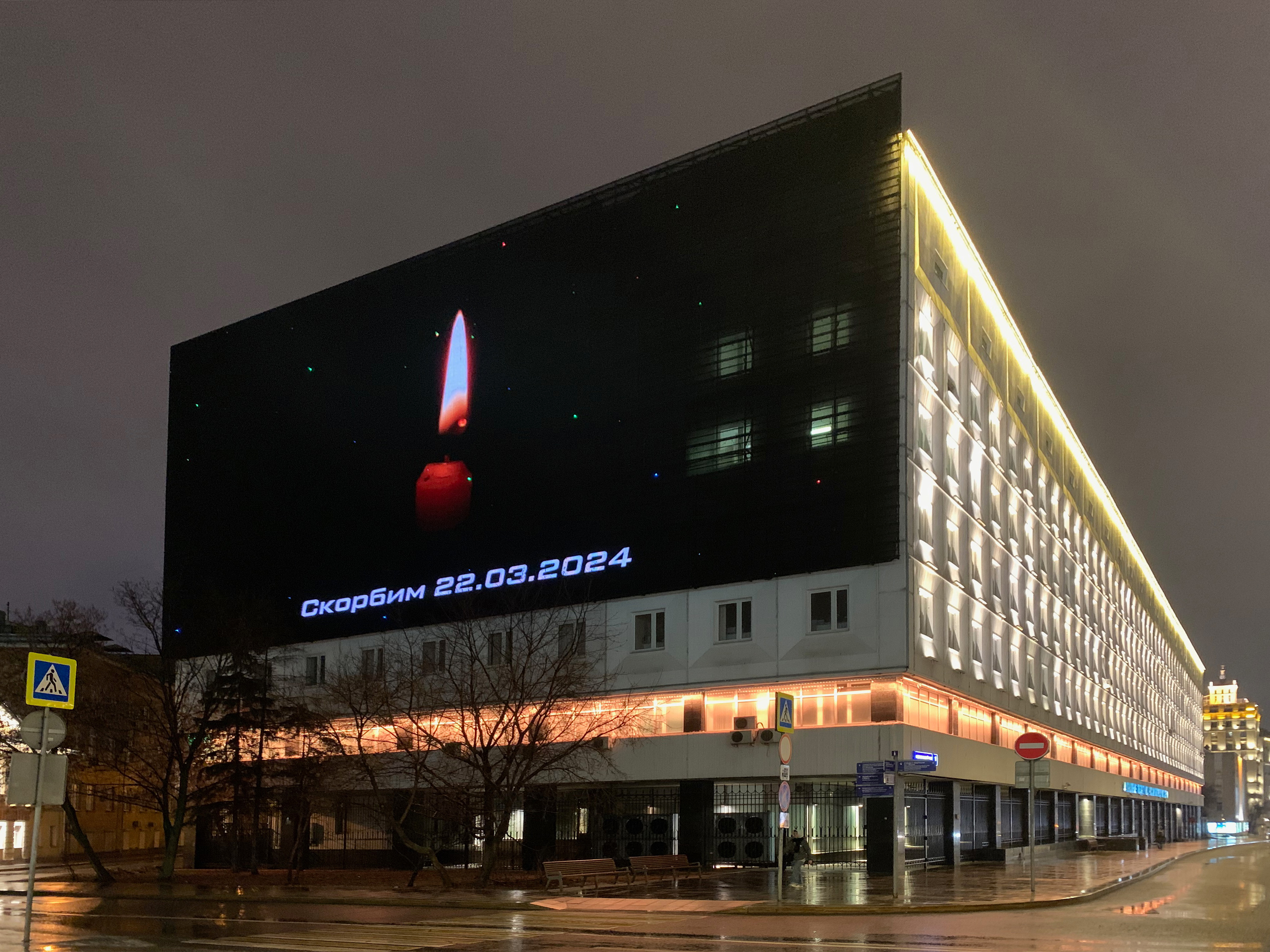
Ekran wideo w Moskwie wyświetlający zdjęcie ze świeczką i datą zamachu

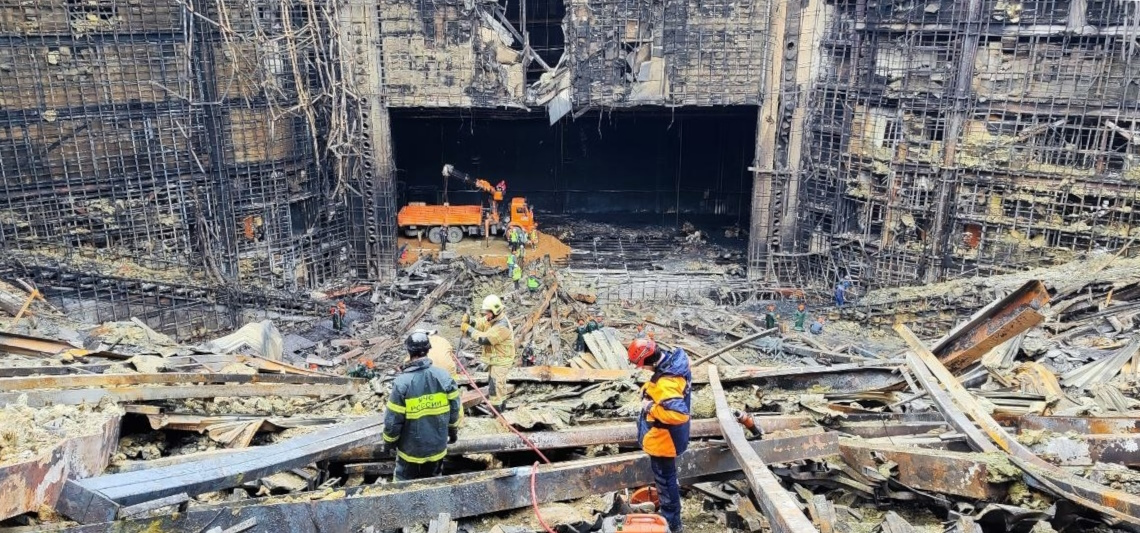
Sprzątanie zawalonego dachu hali koncertowej

Zamach w Crocus City Hall w Krasnogorsku – zamach terrorystyczny przeprowadzony 22 marca 2024 roku w hali koncertowej Crocus City Hall w Krasnogorsku, w obwodzie moskiewskim. Odpowiedzialność za atak przyjęło Państwo Islamskie – Prowincji Chorasan.

## Tło
7 marca 2024 roku Federalna Służba Bezpieczeństwa Federacji Rosyjskiej poinformowała, że rozbiła organizację terrorystyczną powiązaną z Państwem Islamskim, która planowała zamach na synagogę w Moskwie.
8 marca 2024 roku ambasady Wielkiej Brytanii oraz Stanów Zjednoczonych w Moskwie ostrzegały przed potencjalnymi planowanymi atakami terrorystycznymi na duże zgromadzenia w Moskwie. 19 marca 2024 roku prezydent Rosji Władimir Putin odpowiadając na ostrzeżenia, nazwał je jawnym szantażem.

## Przebieg
22 marca 2024 roku o godzinie 20:00 czasu lokalnego, tuż przed rozpoczęciem koncertu, co najmniej czterech zamaskowanych i uzbrojonych w karabiny automatyczne oraz koktajle Mołotowa mężczyzn wtargnęło do sali koncertowej i otworzyło ogień w kierunku przypadkowych osób. Napastnicy mieli także rozlać benzynę na sali i zaprószyć ogień, co spowodowało pożar budynku. O godzinie 21:32 w budynku doszło do eksplozji, a o 22:00 nastąpiło częściowe zawalenie się dachu.

## Sprawcy
Państwo Islamskie za pośrednictwem agencji informacyjnej Amaq potwierdziło, że to oni są odpowiedzialni za atak oraz stwierdzili, że sprawcy „wycofali się do swoich baz”. Oznajmili, że atak został zrealizowany w ramach prowadzonej przez organizację walki z chrześcijanami. Odpowiedzialność Państwa Islamskiego za zamach w Krasnogorsku potwierdziły dane pozyskane przez wywiad Stanów Zjednoczonych. Rosyjski dziennik Kommiersant stwierdził, jakoby podejrzanymi byłby Rosyjski Korpus Ochotniczy, a sprawców opisano jako „słowiańskich, młodych mężczyzn o ponadprzeciętnym wzroście, używających prawdopodobnie sztucznych bród i wąsów”. Jak podał rosyjski deputowany Aleksandr Chinsztejn, zamachowcy posiadali paszporty Tadżykistanu. Po dokonaniu zamachu sprawcy zbiegli z miejsca i udali się w stronę granicy z Ukrainą, gdzie zostali zatrzymani. Łącznie schwytano 11 osób powiązanych z zamachem.

### Podejrzani
25 marca 2024 roku rosyjska agencja informacyjna TASS ujawniła listę czterech osób podejrzanych o sprawstwo zamachu, z czego trzy przyznały się do stawianych im zarzutów:
- Dalerdżon Mirzojew (ur. 1992 w Tadżykistanie) – posiadał tymczasowy meldunek w Nowosybirsku[27];
- Saidakrami Raczabalizoda (ur. 1994) – posiadał rosyjskie dokumenty[27];
- Szamsidin Fariduni (ur. 1998 w Tadżykistanie) – obywatel Tadżykistanu. Pracował w jednej z fabryk w Podolsku[27];
- Muchammadsober Fajzow (ur. 2004) – był zatrudniony w zakładzie fryzjerskim w Iwanowie[27].

## Ofiary zamachu
Według rosyjskiego komitetu śledczego w zamachu zginęły 144 osoby. Według danych podanych przez TASS w wyniku zamachu rannych zostało 551 osób, z czego 10 było dziećmi, a 217 osób było hospitalizowanych. Stan 60 osób określany był jako krytyczny.
Śmierć poniosła piątka dzieci, a najstarsza ofiara śmiertelna miała 70 lat. Według danych podanych przez szefa Komitetu Śledczego Rosji, Aleksandra Bastrykina, 40 osób zmarło w wyniku ran postrzałowych, a 45 w wyniku pożaru wznieconego przez terrorystów.
Wśród ofiar zidentyfikowano co najmniej ośmioro cudzoziemców:
| Państwo     | Liczba zabitych |
| ----------- | --------------- |
| Rosja       | 137             |
| Białoruś    | 3               |
| Kirgistan   | 2               |
| Armenia     | 1               |
| Azerbejdżan | 1               |
| Mołdawia    | 1               |
| Razem       | 145             |

## Reakcje

### Krajowe
23 marca 2024 roku Prezydent Rosji Władimir Putin stwierdził, że atak był „krwawy i barbarzyński” oraz ogłosił 24 marca dniem żałoby narodowej. Putin stwierdził również, że wszyscy napastnicy zostali zatrzymani i że sprawcy kierowali się w stronę granicy z Ukrainą, gdzie było przygotowane dla nich schronienie.
Mer Moskwy Siergiej Sobianin nazwał atak „wielką tragedią” oraz odwołał wszystkie wydarzenia, które miały odbyć się w mieście w weekend po zamachu. Także w innych regionach Rosji odwołano imprezy masowe w tych dniach.
Rzeczniczka prasowa Ministerstwa Spraw Zagranicznych Federacji Rosyjskiej, Marija Zacharowa, nazwała to wydarzenie „okrutną zbrodnią”.
Julija Nawalna, żona rosyjskiego opozycjonisty Aleksieja Nawalnego, który zmarł miesiąc przed tymi wydarzeniami w rosyjskim łagrze, napisała na Twitterze:

Co za koszmar w hali Crocus. Kondolencje dla rodzin ofiar i życzenia powrotu do zdrowia rannym. Należy znaleźć i pociągnąć do odpowiedzialności wszystkie osoby zaangażowane w tę zbrodnię.

### Międzynarodowe
- ONZ – Rada Bezpieczeństwa ONZ wydała oświadczenie w którym stwierdziła: „Członkowie Rady Bezpieczeństwa w najostrzejszych słowach potępili haniebny i tchórzliwy atak terrorystyczny w sali koncertowej w Krasnogorsku, w obwodzie moskiewskim, w Rosji, który miał miejsce 22 marca 2024 roku”. Dodano także: „Członkowie Rady Bezpieczeństwa podkreślili potrzebę pociągnięcia do odpowiedzialności sprawców, organizatorów i sponsorów tych karygodnych aktów terroryzmu i postawienia ich przed wymiarem sprawiedliwości”. Sekretarz generalny ONZ António Guterres powiedział: „Uważamy, że atak który miał miejsce w Moskwie, za absolutnie nie do zaakceptowania i zachęcamy wszystkie kraje do wzajemnej współpracy, aby mieć pewność, że ISIS nie będzie w stanie uderzyć nigdzie indziej na świecie”[48][47].

- NATO – Rzeczniczka NATO Farah Dakhlallah napisała na Twitterze: „Nic nie może usprawiedliwić tak okropnych zbrodni. Składamy najszczersze kondolencje ofiarom i ich rodzinom”[48].

- Unia Europejska – Rzecznik prasowy Unii Europejskiej stwierdził: „Unia Europejska potępia wszelkie ataki na ludność cywilną. Nasze myśli są ze wszystkimi obywatelami Rosji, których to dotyczy”. Natomiast przewodnicząca Komisji Europejskiej Ursula von der Leyen napisała na Twitterze: „Zdecydowanie potępiam atak terrorystyczny na ludność cywilną w Crocus City Hall w Moskwie, do którego przyznało się Państwo Islamskie. Moje myśli są w tym tragicznym czasie z ofiarami i ich rodzinami”[48].

- Afganistan – Rzecznik afgańskiego MSZ, Abdul Qahar Balkhi(inne języki), powiedział, że Talibowie potępiają atak w „najsilniejszych słowach” oraz że Kabul uważa incydent za „rażące naruszenie wszystkich ludzkich standardów”[48].

- Białoruś – białoruskie MSZ wydało na Twitterze komunikat w którym napisano: „Tego ohydnego aktu terrorystycznego niczym nie można usprawiedliwić”. Dodano także „W tych trudnych chwilach stoimy razem z bratnim narodem rosyjskim. Rodzinom i bliskim ofiar składamy najszczersze kondolencje, a rannym życzymy szybkiego powrotu do zdrowia”[47].

- Chiny – Przewodniczący ChRL Xi Jinping przesłał Władimirowi Putinowi kondolencje, w których podkreślił że: „Chiny sprzeciwiają się wszelkim formom terroryzmu, zdecydowanie potępiają atak terrorystyczny i zdecydowanie wspierają wysiłki rządu rosyjskiego na rzecz ochrony bezpieczeństwa narodowego i stabilności”[48].

- Egipt – egipskie MSZ wydało komunikat o treści: „Rząd i naród egipski składają szczere kondolencje i wyrazy współczucia rządowi i narodowi rosyjskiemu w związku z tą bolesną tragedią, a także rodzinom ofiar, życząc szybkiego powrotu do zdrowia wszystkim rannym”[48].

- Kuba – Prezydent Kuby, Miguel Díaz-Canel, powiedział: „Kuba potępia okrutny akt terrorystyczny, który miał miejsce w Moskwie. Nasze najszczersze kondolencje dla rządu i narodu rosyjskiego”[48][47].

- Francja – Pałac Elizejski wydał oświadczenie, które głosi, iż: „Francja wyraża solidarność z ofiarami, ich bliskimi i wszystkimi Rosjanami”[48].

- Indie – Premier Indii, Narendra Modi, napisał na Twitterze: „Zdecydowanie potępiamy ten ohydny atak terrorystyczny w Moskwie. Nasze myśli i modlitwy są z rodzinami ofiar. Indie solidaryzują się z rządem i narodem Federacji Rosyjskiej w tej godzinie żałoby”[48].

- Izrael – Minister Spraw Zagranicznych Izraela, Jisra’el Kac, napisał na Twitterze: „Jestem zasmucony dzisiejszymi tragicznymi wydarzeniami w Moskwie. Łączymy się całym sercem z rodzinami ofiar i wszystkimi dotkniętymi zdarzeniami”[48].

- Niemcy – Ministerstwo Spraw Zagranicznych wydało komunikat: „Obrazy przerażającego ataku na niewinnych ludziach w Crocus City Hall niedaleko Moskwy są drastyczne. Okoliczności muszą zostać szybko wyjaśnione. Nasze najszczersze kondolencje kierujemy dla rodzin ofiar”[49][48][47].

- Malezja – malezyjskie MSZ wydało komunikat, w którym „potwierdza swoje stanowisko odrzucające terroryzm i brutalny ekstremizm we wszelkich formach i przejawach. Malezja w dalszym ciągu podkreśla pilną potrzebę wspólnych międzynarodowych wysiłków na rzecz wyeliminowania plagi terroryzmu w sposób kompleksowy i skuteczny”[48].

- Norwegia – Espen Barth Eide, norweski minister spraw zagranicznych, na antenie telewizji TV2 powiedział: „każda utrata niewinnego ludzkiego życia jest tragedią”, dodał również, że: „sytuacja obecnie jest w fazie rozwoju, oraz że jest wiele rzeczy, o których nie wiemy, ale współczujemy ofiarom”[50].

- Palestyna – prezydent Palestyny, Mahmud Abbas, potępił atak i „potwierdził swoją solidarność i wsparcie dla rosyjskich przywódców i przyjaznego narodu rosyjskiego, podkreślając swą troskę o stabilność w przyjaznej Federacji Rosyjskiej”[48].

- Polska – Minister Spraw Zagranicznych, Radosław Sikorski, na antenie stacji TVN24 powiedział: „Polska potępia terroryzm w każdej postaci”[51][52]. Polskie MSZ natomiast wydało komunikat o treści: „Jesteśmy poruszeni wieściami o tragicznych wydarzeniach w podmoskiewskiej sali koncertowej Crocus City Hall. Stanowczo potępiamy atak terrorystyczny i wyrażamy szczere kondolencje rodzinom ofiar”[47]. Premier Polski, Donald Tusk, wydał oświadczenie na Twitterze, w którym napisał: „Polska zdecydowanie potępia brutalny atak na Crocus City Hall w Moskwie. Wszyscy opłakujemy rodziny ofiar. Mamy nadzieję, że ta straszna tragedia nie stanie się dla nikogo pretekstem do eskalacji przemocy i agresji”[53].

- Południowa Afryka – Prezydent RPA, Cyril Ramaphosa, napisał na Twitterze: „Jesteśmy głęboko zasmuceni i składamy kondolencje narodowi Rosji w związku z tragicznym atakiem terrorystycznym, w którym zginęło tak wiele osób. Będę rozmawiał z prezydentem Putinem, aby przekazać nasze kondolencje”[48].

- Serbia – Serbski resort dyplomacji napisał na Twitterze: „Jesteśmy głęboko zszokowani ohydnym atakiem terrorystycznym na Crocus City Hall w Moskwie. Składamy najszczersze kondolencje rodzinom i przyjaciołom ofiar, mieszkańcom Rosji i naszym współpracownikom z resortu dyplomacji Rosji. Rannym życzymy jak najszybszego i najpełniejszego powrotu do zdrowia”[47].

- Syria – syryjskie MSZ wydało komunikat: „Potępiamy w najostrzejszych słowach ten tchórzliwy atak terrorystyczny, który następuje po wielkich osiągnięciach przyjaznego narodu rosyjskiego. Syria podkreśla potrzebę zintensyfikowania światowych wysiłków, aby stawić czoła takim masakrom i postawić ich sprawców przed wymiarem sprawiedliwości”[48].

- Stany Zjednoczone – Rzecznik Rady Bezpieczeństwa Narodowego John Kirby(inne języki) powiedział, że: „zdjęcia są po prostu okropne i trudne do oglądania, a nasze myśli są z ofiarami tego strasznego ataku”[54][48].

- Turcja – Prezydent Recep Erdoğan powiedział: „Mocno potępiamy ten nikczemny atak terrorystyczny, którego celem byli niewinni cywile. Nie ma znaczenia, jakie jest jego źródło, terroryzm jest nieakceptowalny. Jako kraj, który doskonale zna krwawą i podstępną twarz terroryzmu, dzielimy ból z Rosją jako narodem oraz państwem. Będziemy kontynuować naszą walkę z terroryzmem”[49].

- Ukraina – Mychajło Podolak, doradca Szefa Kancelarii Prezydenta Ukrainy Wołodymyra Zełenskiego, napisał na platformie Twitter, że „Ukraina nie jest zaangażowana w atak”[55][47].

- Wenezuela – Minister spraw zagranicznych Yvan Gil, wypowiadając się o ataku oznajmił: „Wyrażamy najgłębsze potępienie ataku zbrojnego, który został przeprowadzony dziś przeciw cywilom w Moskwie w Crocus City Hall. Przesyłamy nasze kondolencje rodzinom ofiar oraz pozostajemy w solidarności z rosyjskim rządem”[49][48].

- Włochy – premier Georgia Meloni powiedziała, że: „Skala tragedii niewinnych cywili w Moskwie jest nieakceptowalna. Wyrażam stanowcze i całkowite potępienie ze strony włoskiego rządu wobec tego haniebnego aktu terroryzmu”[48][49].

- Zjednoczone Emiraty Arabskie – emirackie MSZ oznajmiło: „Zjednoczone Emiraty Arabskie wyrażają swoje zdecydowane potępienie tych przestępczych czynów i trwałe odrzucenie wszelkich form przemocy i terroryzmu, które mają na celu destabilizację bezpieczeństwa i stabilności i są niezgodne z prawem międzynarodowym”[48].